# Pia Corporation
A Pia Corporation (ぴあ株式会社) sibujai székhelyű japán jegyiroda és kiadóvállalat.

## Története
1972-ben  Janai Hirosi a Csúó Egyetem diákjaként megalapította a mozifilmekkel és koncertekkel foglalkozó Pia (ぴあ) magazint. 1984-ben megalapította a telefonos koncertjegy eladással foglalkozó Ticket Pia nevű céget, melynek weboldalát 1999-ben nyitották meg.
A magazin előfizetőinek 75 százalékát huszonéves salarymanek, OL-ek, illetve fő- és felső középiskolai hallgatók tették ki, a fennmaradó rész döntő hányadát pedig alsó középiskolás diákok és háziasszonyok tették ki. A Pia célja az volt, hogy a lehető legnagyobb mértékben objektív és teljes körű információindex legyen, így vastag volt a kötése és rendkívül kicsi betűméretet használt. A magazin átlagos példányszáma 1984-ben 457 000 körül volt, ami 2007-re az időközben három különálló kiadássá bővült magazin összesített lapszáma 170 000-re esett vissza.
A Pia sutoken-ban (ぴあ首都圏版) nevű verzió utolsó lapszáma 2011. július 21-én jelent meg. A magazin nevével egybeforrt Oikava Maszamicsi illusztrátor neve, aki 1975 szeptembere és 2007 között megszakítás nélkül 1184 lapszám borítóját készítette el, ezzel Guinness-rekordot felállítva.

## Idővonal
- 1972. július 10. — megjelenik a Pia (sutoken-ban) (ぴあ（首都圏版）?) első lapszáma.
- 1974. december 20. — megalapítják a Pia Corporationt (ぴあ株式会社?).
- 1984. április — elindul a Pia jegyértékesítési szolgáltatása.
- 2002. január — bejegyzik a céget a tokiói értéktőzsde második, középméretű cégeket listázó részlegén.
- 2003. május — átkerül a cég a tokiói értéktőzsde első, nagyméretű cégeket listázó részlegére.
- 2008. május — pénzügyi nehézségekre hivatkozva a cég megkéri a 331 alkalmazottját, hogy közülük legalább 90–100 fő önként adja be a felmondását.
- 2009
  - december — a cég tőke- és pénzügyi szövetséget köt a Seven & i Holdingsszal.
  - december 18. — a Seven & i Holdings, a Seven & i Net Media és a Seven-Eleven Japan 29 milliárd jen összegű részvényt vásárol a cégből, ezzel 20%-os részesedésük lesz.
- 2010
  - május 31. — a FamilyMart megszünteti a két vállalat közötti pénzügyi szövetséget.[4]
  - június 1. — a cég elkezdi a jegyeket a 7-Eleven-üzletekben is értékesíteni.
  - június 30. — megjelenik a Pia Csúbu-ban (ぴあ中部版?) utolsó lapszáma.
  - október 7. — megjelenik a Pia Kanszai-ban (ぴあ関西版?) utolsó lapszáma.
- 2011
  - július 21. — megjelenik a Pia sutoken-ban (ぴあ首都圏版?) utolsó lapszáma, ezzel megszűnik a Pia magazin.
  - október 25. — megjelenik az Oure Pia (ウレぴあ?) első lapszáma.
  - december 16. — megjelenik a főmagazinból Pia Plus (ぴあ+?) néven kivált filmrovat első ingyenes, digitális úton terjesztett lapszáma.